# دومينغو كولين
دومينغو كولين (بالإسبانية: Domingo Cullen)‏ هو سياسي إسباني وأرجنتيني، ولد في 26 فبراير 1791 في لا أوروتافا في إسبانيا، وتوفي في 21 يونيو 1839 بسبب إعدام رميا بالرصاص. حزبياً، نشط في Federalist Party (Argentina) ‏.